# Country Joe McDonald
Country Joe McDoland (właśc. Joseph Allen McDonald, ur. 1 stycznia 1942 w Waszyngtonie) – przedstawiciel hippisowskiego protest songu. Lider zespołu Country Joe & the Fish, z którym wystąpił na festiwalu w Woodstock w roku 1969. Związany był m.in. z Davidem Crosbym, Jerrym Garcią i grupami Grateful Dead i Jefferson Airplane.